# Weber Shandwick
Weber Shandwick è una delle più grandi reti di pubbliche relazioni al mondo e ha sede a New York. Weber Shandwick fa parte del US Interpublic Group of Companies.

## Storia

### Origini
Weber Shandwick è nata nel 2000 dalla fusione di Shandwick International e Weber Group. Shandwick International è stata fondata nel 1974 ed è cresciuta fino a diventare la più grande agenzia di pubbliche relazioni del Regno Unito entro il 2001 . Il Weber Group è stato fondato nel 1987 a Cambridge, Massachusetts (USA). Poco dopo Weber Shandwick ha acquistato l'agenzia PR Bonn in Germania, il cui unico azionista all'epoca era McCann Erickson. Nel settembre dello stesso anno, la rete è stata nuovamente ampliata in modo significativo attraverso l'acquisizione di BSMG Worldwide (in precedenza Bozell & Jacobs, fondata nel 1921).
Insieme alle sue affiliate, Weber Shandwick ha 123 uffici in 81 paesi in tutto il mondo. 
L'elenco dei clienti dell'agenzia include molte aziende e organizzazioni globali.

### Storia recente
Nel 2010, gli sviluppatori interni di Weber e i team dei social media hanno creato un simulatore di crisi dei social media chiamato Firebell. Nel 2011 Weber ha assunto dipendenti per ricoprire ruoli come community manager, scrittori, produttori di strategie di social media marketing ed esperti di analisi, rendendo il loro staff di marketing digitale il numero 300. Dopo che un dirigente Weber si è trasferito a Hill & Knowlton, Weber Shandwick si è assicurato un ordine restrittivo dopo aver affermato che l'azienda prendeva i propri dipendenti e clienti. Nel maggio 2014, l'azienda ha acquisito un'agenzia con sede in Svezia, Prime, e la sua divisione di business intelligence, United Minds. 
L'azienda funge da agenzia record a livello mondiale per Tokyo 2020.

## Campagne notevoli
Nel 2008, Weber Shandwick è stato assunto da Microsoft per fornire supporto per PR non consumatori nella regione EMEA per prodotti come Windows Client e Microsoft Dynamics.
Nel 2012, i Centers for Medicare e Medicaid Services hanno incaricato Weber Shandwick di condurre una campagna da 3,1 milioni di dollari per aumentare la consapevolezza per gli scambi di assicurazioni sanitarie statali imposti dall'Affordable Care Act.
Nel 2017, i servizi di intelligence egiziani hanno assunto Weber Shandwick e la società di lobbying Cassidy and Associates per migliorare l'immagine dell'Egitto negli Stati Uniti.